# Fórum de Nerva
Fórum de Nerva (em latim: Forum Nervae) foi o último e o menor dos fóruns imperiais de Roma. Sua construção foi iniciada por Domiciano antes de 85, mas a obra só terminou oficialmente em 97, já no reinado de seu sucessor, o imperador Nerva. É conhecido como Fórum Transitório (em latim: Forum Transitorium) por causa de sua função e localização entre o Fórum de Augusto e o Fórum de Vespasiano (ou "Fórum da Paz"), uma área atravessada por uma rua chamada Argileto, uma rua que serviu por muito tempo como mercado, especialmente de livros e calçados e que ligava o distrito residencial de Subura ao Fórum Romano. O novo Fórum continuou sendo uma área de passagem e serviu como uma entrada monumental para os fóruns imperiais maiores e mais antigos.

## História
A planta do Fórum de Nerva é longa e estreita, com colunas destacadas decorando as paredes ao invés das tradicionais arcadas. O Templo de Minerva dominava a lateral ocidental, atrás do qual estava a entrada monumental. Depois da queda do Império Romano do Ocidente, a área foi abandonada e se transformou num charco. No século IX, muitas casas foram construídas no local utilizando material reaproveitado das ruínas, mas o Templo de Minerva permaneceu relativamente intacto até sua demolição, em 1606, por ordem do papa Paulo V, que precisava de materiais para construir sua fonte da Água Paula, no Janículo, e para a Capela Borghese em Santa Maria Maggiore.
A extremidade oriental do complexo foi escavada entre 1926 e 1940, mas grande parte do sítio foi destruído logo depois por causa da construção da Via dei Fori Imperiali. Outras escavações também foram realizadas na década de 1990.

## Estrutura
O leiaute do Fórum de Nerva foi restringido pelo espaço existente entre estruturas preexistentes no local. O terreno disponível era longo e estreito (131 x 45 metros) e suas paredes exteriores foram construídas com blocos de basalto peperino revestidas com mármore e eram decoradas com colunas pareadas. O friso do entablamento representava o mito de Aracne e outros relevos representavam personificações das províncias romanas.
O acesso ao fórum se dava pelas laterais, com dois arcos monumentais no lado do Fórum Romano e um outro do lado oposto, que tinha uma êxedra com um pórtico no formato de uma ferradura. Este arco era conhecido como Arcus Aurae ou Arcus Aureus na Idade Média e dava acesso ao Pórtico Absidado (Porticus Absidata). Os dois arcos do outro lado eram conhecidos como Arcus Nerviae (ainda estava em pé em 1577) e as colunas conhecidas hoje como Colonnacce eram chamadas de Arca Noa ("Arco de Noé").
As extremidades norte e sul do fórum tinham o formato de crescentes, com o Templo de Minerva (a divindade padroeira de Domiciano) na lateral ocidental, dentro do crescente norte ao lado da porta monumental. O templo foi construído sobre um pódio alto e tinha seis colunas coríntias na frente e três de cada lado. O fundo do templo estava escondido por uma parede. Na extremidade oposta, é possível que tenha estado um templo dedicado ao deus Jano.
Por baixo do Fórum de Nerva corria a Cloaca Máxima, o sistema de escoamento de água e de esgoto de Roma.

## Planimetria
| Planimetria dos fóruns imperiais de Roma |
| --- |
| Pórtico Curvo Pórtico Purpúreo Secretaria do Senado Plano de Mármore Templo da Via Sacra Biblioteca Vico Cúprio Arco de Trajano Arco de Druso Arco de Gêrmanico Pórtico Absidado Quadriga Estátua equestre Fórum de Trajano Mercado de Trajano Biblioteca Úlpia Coluna de Trajano Basílica Úlpia Basílica Argentária Templo de Marte Vingador Templo de Minerva Templo da Paz Fórum de César Templo da Vênus Genetrix Átrio da Liberdade Estátua equestre Fórum Romano Cúria Júlia Basílica Emília Subura Fórum de Nerva Fórum de Augusto Fórum da Paz |